# Miss Venezuela 1958
El Miss Venezuela 1958 fue la sexta (6º) edición del certamen Miss Venezuela, celebrada en el Hotel Ávila de Caracas el 14 de julio de 1958 y la ganadora fue la representante del estado Sucre, Ida Pieri, de 19 años de edad y natural de Carúpano.
Junto con Gisela Bolaños, Miss Venezuela 1953, fue la reina que llevó por 2 años la corona de Miss Venezuela, pues al año siguiente (1959) no se realizó el concurso.

## Contexto y Problemas en candidaturas
Debido al derrocamiento del gobierno de Marcos Pérez Jiménez -en enero de ese año- y la inestabilidad generalizada del país, sólo se presentaron 4 aspirantes al concurso y, al año siguiente, tuvo que cancelarse. Al momento de la elección Pieri era secretaria del Ministerio de Relaciones Exteriores y vivía en la urbanización Urdaneta, de Catia.

## Desarrollo
La selección se realizó tras un breve desfile en la piscina del hotel una semana antes del Miss Universo. No hubo bandas especiales ni patrocinantes, excepto por los pasajes aéreos a los concursos internacionales cortesía de la línea aérea Aeropostal. 
El jurado estuvo conformado por Reynaldo Herrera Uslar (esposo de Carolina Herrera), el Coronel Antonio Briceño Lares, Reinaldo Espinoza Hernández (dueño del concurso), Emiro Echeto La Roche, el brasileño Guillermo R. Hohagen y el periodista Oscar Escalona Olivier. 
El 26 de julio Ida Pieri participó en el Miss Universo 1958 en Long Beach, California, EE. UU. y luego, el 13 de octubre, acudió al Miss Mundo 1958 en Londres, Inglaterra. No figuró en ninguno de ambos concursos.

## Resultados
| Resultado           | Candidata                          |
| ------------------- | ---------------------------------- |
| Miss Venezuela 1958 | - Sucre - Ida Margarita Pieri      |
| 1.ª Finalista       | - Aragua - Elena Russo             |
| 2.ª Finalista       | - Caracas - Maritza Haack          |
| 3era Finalista      | - Distrito Federal - Aura González |

### Candidatas
Aragua - Elena Russo Blanco
  Caracas - Maritza Haack
  Distrito Federal - Aura González
 Sucre - Ida Margarita Pieri Pérez

## Representación Internacional
- Ida Pieri participó sin éxito tanto en el Miss Universo 1958 como en el Miss Mundo 1958

- Datos: Q6877903